# Jacques-Marie-Adrien-Césaire Mathieu
Jacques-Marie-Adrien-Césaire Mathieu (ur. 20 stycznia 1796 w Paryżu, zm. 9 lipca 1875 w Besançon) – francuski duchowny katolicki, kardynał, arcybiskup Besançon.

## Życiorys
Święcenia kapłańskie przyjął 1 czerwca 1822. 17 grudnia 1832 został wybrany biskupem Langres. 10 lutego 1833 przyjął sakrę z rąk arcybiskupa Hyacinthe-Louisa de Quélena (współkonsekratorami byli biskupi Marie-Joseph de Prilly i Romain Gallard). 30 września 1834 objął stolicę metropolitalną Besançon, na której pozostał już do śmierci. 30 września 1850 Pius IX wyniósł go do godności kardynalskiej z tytułem prezbitera San Silvestro in Capite. Uczestniczył w obradach Soboru Watykańskiego I.